# 329

## Esdeveniments
- Nazianz (Capadòcia): Gregori de Nazianz el Vell és investit bisbe de la ciutat.

## Naixements
- Cesarea (Capadòcia): Sant Basili el Gran, bisbe, pare de l'Església, creador de la regla monàstica del seu nom. (m. 379)
- Arianz (Capadòcia): Sant Gregori de Nazianz, teòleg, pare de l'Església. (m. 389)

## Necrològiques
- Bizanci: Santa Helena de Constantinoble, mare de l'emperador Constantí I el Gran.